# 科尔内哈村
科尔内哈村，是西班牙卡斯蒂利亚-莱昂阿维拉省的一个市镇。总面积7平方公里，总人口71人（2001年），人口密度10人/平方公里。